# Alonso Sánchez Coello

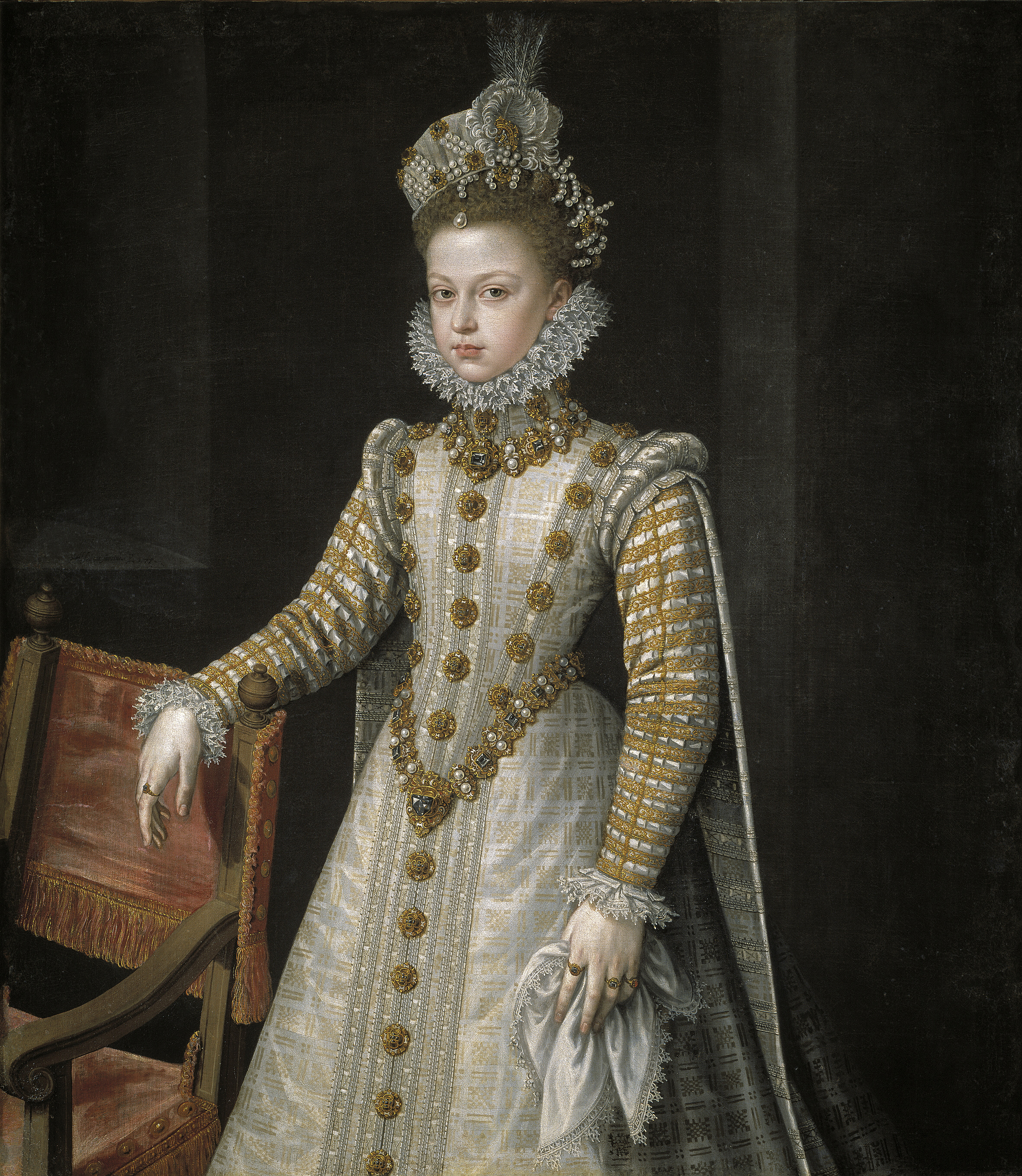
Alonso Sánchez Coello, porträtt av infantinnan Isabella Clara Eugenia (1579). Pradomuseet, Madrid.

Alonso Sánchez Coello, född omkring 1530 i Benifairó de los Valles, provinsen Valencia, Spanien, död 8 augusti 1588 i Madrid, var en spansk konstnär.
Alonso Sánchez Coello växte upp i Benifairó de los Valles, där han levde fram till sin fars död när Sánchez Coello var tio år gammal. Han utbildades i Portugal i sin farfars hem. Sánchez Coellos år i Portugal och hans familjenamn som var av portugisisk uppkomst ledde till att han länge trodde att han var portugis. Hans farfar (som han hade döpts efter) var i tjänst hos kung Johan III av Portugal; denne sände Alonso att studera hos Anthonis Mor i Flandern runt 1550. Sánchez Coello var i tjänst hos Antoine de Granvelle, biskopen av Arras, medan han var Mors student. Under sin period i Flandern tillbringade Sánchez Coello också tid med att kopiera konstnärens Tizians arbeten. 
År 1552 åkte Sánchez Coello till Lissabon med Anthonis Mor när Karl V anförtrodde åt Mor att avbilda den portugisiska kungafamiljen. Sánchez Coello stannade i Portugal i några år där han arbetade för kronprins Johan Manuel. Efter prinsens död flyttade han till Filip II:s hov efter att ha blivit rekommenderad av Johans änka, Johanna, som var syster till den spanske kungen. År 1555 arbetade Sánchez Coello i Valladolid för det spanska hovet och när Mor lämnade Spanien 1561 tog Sánchez Coello över sin tidigare lärares plats som hovmålare. Porträtten som Sánchez Coello målade finns i dag i de stora spanska samlingarna samt i Bryssel och Berlin. Coello är representerad vid bland annat Nationalmuseum.
Sánchez Coello gifte sig med Louisa Reyaltes år 1560 eller 1561 i Valladolid, och fick sju barn med henne. Sánchez Coellos dotter, Isabel Sánchez, följde i sin fars fotsteg och blev själv konstnär.